# Pete Ricketts
John Peter Ricketts, detto Pete (Nebraska City, 19 agosto 1964), è un politico statunitense, senatore per lo stato del Nebraska a partire dal 2023 e in precedenza governatore dello stesso stato dal 2015 al 2023.

## Biografia
Nato a Nebraska City, ha frequentato l'Università di Chicago, dove si è laureato e ha ricevuto il MBA in marketing. In seguito si trasferisce a Omaha, dove attualmente vive, e si sposa. Dal suo matrimonio avrà tre figli. Nel 2007 fonda la Platte Institute for Economic Research per la ricerca economica e di cui diventa presidente.

## Carriera politica

### Governatore del Nebraska (2015-2023)
Nel 2013 Ricketts si candida alle primarie del Partito Repubblicano per la carica di Governatore del Nebraska, dato che il Governatore in carica Dave Heineman aveva raggiunto il limite di 2 mandati consecutivi. Ricketts, entrato da outsider nella corsa, riesce a vincere le primarie con il 26,6% dei voti, potendo così affrontare l'avversario democratico Chuck Hassebrook alle elezioni generali. Ricketts ha sostenuto fortemente ingenti tagli alle tasse, si è strenuamente opposto al Medicaid nel Nebraska e all'istituzione di un salario minimo.
Le opinioni di Ricketts hanno convinto l'elettorato (importante notare come il Nebraska sia da diversi anni uno stato rosso), dal momento che Ricketts ha vinto le elezioni governatoriali 2014 con il 57,1% dei voti contro il 39,2% di Hassebrook.
Ricketts assume le funzioni di Governatore l'8 gennaio 2015.
Ricketts si ricandida per un secondo mandato nel 2018, sfidando questa volta il senatore statale democratico Bob Krist, che non riesce comunque a battere Ricketts, vincitore con il 59% dei voti alle elezioni.
Ricopre il ruolo di Governatore del Nebraska fino al 5 gennaio 2023, quando è impossibilitato a ricandidarsi avendo espletato 2 mandati consecutivi.

### Senatore degli Stati Uniti d'America per il Nebraska (2023-)
Nel gennaio 2023 il neo-Governatore del Nebraska e suo successore Jim Pillen lo nomina come senatore dello stato in sostituzione dell'uscente Ben Sasse, dimessosi dopo essere stato nominato come nuovo rettore dell'Università della Florida. Entra ufficialmente in carica il 23 gennaio 2023.

## Posizioni politiche

### Aborto
Ricketts si oppone categoricamente all'aborto, anche nei casi in cui la donna abbia subito uno stupro o un incesto.

### Azione affermativa
Ricketts ha sostenuto con 15.000 dollari un gruppo di pressione che vietava l'azione affermativa in Nebraska.

### Teoria critica della razza (CRT)
Ricketts nel 2021 si è opposto alla CRT, ritenendola divisiva per il popolo americano, marxista e antiamericana.

### Pena di morte
Ricketts sostiene la pena di morte. Nel 2015, ha posto il veto a un disegno di legge per abolire la pena capitale in Nebraska, ma il legislatore ha annullato il suo veto. Nel 2016, Ricketts ha speso parte del patrimonio familiare per finanziare un referendum per ripristinare la pena capitale nello stato. Il referendum è passato e nel 2018 lo stato ha giustiziato Carey Dean Moore, il primo detenuto messo a morte nello stato in 21 anni. Ricketts, cattolico, ha respinto le richieste della Chiesa cattolica di fermare le esecuzioni.

### Rapporto con Donald Trump
Ricketts ha criticato l'impeachment di Donald Trump per la sua richiesta all'Ucraina di avviare un'indagine sul suo rivale politico Joe Biden. Ricketts ha affermato che la procedura di impeachment è stata una "parata di impeachment partigiana" e ha elogiato il Senato per aver assolto Trump.

### Economia
Ricketts è un sostenitore del conservatorismo fiscale e dei tagli fiscali. Ha firmato una legislazione che prevede 12,7 miliardi di dollari in sgravi fiscali come Governatore del Nebraska.Ricketts è stato tra i 31 repubblicani del Senato che hanno votato contro l'approvazione finale del Fiscal Responsibility Act del 2023.